# Kévin Oliech
Kévin Oliech-Opiyo (* 24. Dezember 1986 in Nairobi; † 16. August 2020 in Berlin) war ein kenianischer Fußballspieler.

## Karriere
Oliech spielte unter anderem für die kenianischen Erstligisten Securicor FC, World Hope FC, Gor Mahia FC, Nairobi City Stars und für Mathare United.
Am 8. Februar 2012 flog er gemeinsam mit Kevin Kimani zu einem Probetraining mit dem KFC Uerdingen 05. Wenig später waren beide im Probetraining bei Alemannia Aachen.
Im Juli 2006 gehörte er in dem kenianischen U-20-Aufgebot an. Im Mai 2010 wurde er für die Kenianische Fußballnationalmannschaft nominiert. Bereits 2004 hatte er im Rahmen des CECAFA-Cups drei Länderspiele absolvierte, 2011 kam er zu drei weiteren Länderspieleinsätzen.
Kévins älterer Bruder Dennis Oliech war ebenfalls Profifußballer und ist Rekordtorschütze der kenianischen Nationalelf. Kévin Oliech starb am 16. August an einem Krebsleiden in Berlin.